# Grenchen
Grenchen (franska: Granges) är en stad och kommun i kantonen Solothurn i Schweiz. Det är den andra största kommunen i kantonen och huvudort i distriktet Lebern.

## Historia
Grenchen omnämns först 1131 som Granechun. Under denna tid behärskade de med Zähringarna förbundna friherrarna von Grenchen byn och dess omgivning mellan Jurabergen och Bucheggberg medan kyrkan hörde till Lausannes stift. I slutet av 1300-talet kom orten under Solothurns inflytande. Grenchen var länge en bondby med olika hantverksföretag. Från 1851 etablerade sig urmakerier och komponenttillverkare som utnyttjade bybäcken som kraftkälla. Kunnandet kom från västra Schweiz. 1857 fick orten järnväg och med den 1915 öppnade Grenchenbergtunneln anslöts staden till en linje mellan Frankrike och Italien. År 1970 hade Grenchen 20 000 invånare. Urindustrikrisen under 1970-talet ledde till en befolkningsminskning som, trots höjda invånartal under tiden 2010-2017, ännu inte återhämtats.

## Geografi
Kommunen Grenchen sträcker sig från Jurabergens första kedja ner till floden Aare. Staden ligger där bergssluttningen övergår till slätt.

## Näringsliv
Näringslivet domineras fortfarande av urindustrin och dess underleverantörer. En stor arbetsgivare är ETA som tillhör Swatch group. Även Breitling har sitt huvudkontor här. I staden finns flera skolor för högre yrkesutbildningar.

## Kommunikationer
Grenchen ligger vid motorvägen A5. I staden finns två stationer med fjärrtågstrafik: Grenchen Süd vid järnvägen Biel-Solothurn-Zürich och Grenchen Nord på sträckan Biel-Delémont-Basel. Flygplatsen används för affärs- och sportflyg.

## Demografi
Kommunen Grenchen har 18 295 invånare (2023).
|  | Tyska (81,6 %) |

|  | Franska (3,0 %) |

|  | Italienska (6,8 %) |

|  | Rätoromanska (0,1 %) |

|  | Övriga (8,5 %) |

|  | Tyska (83,8 %) |

|  | Franska (2,0 %) |

|  | Italienska (3,9 %) |

|  | Rätoromanska (0,2 %) |

|  | Övriga (10,2 %) |

Uppgifterna från 2000 är baserade på en folkräkning.

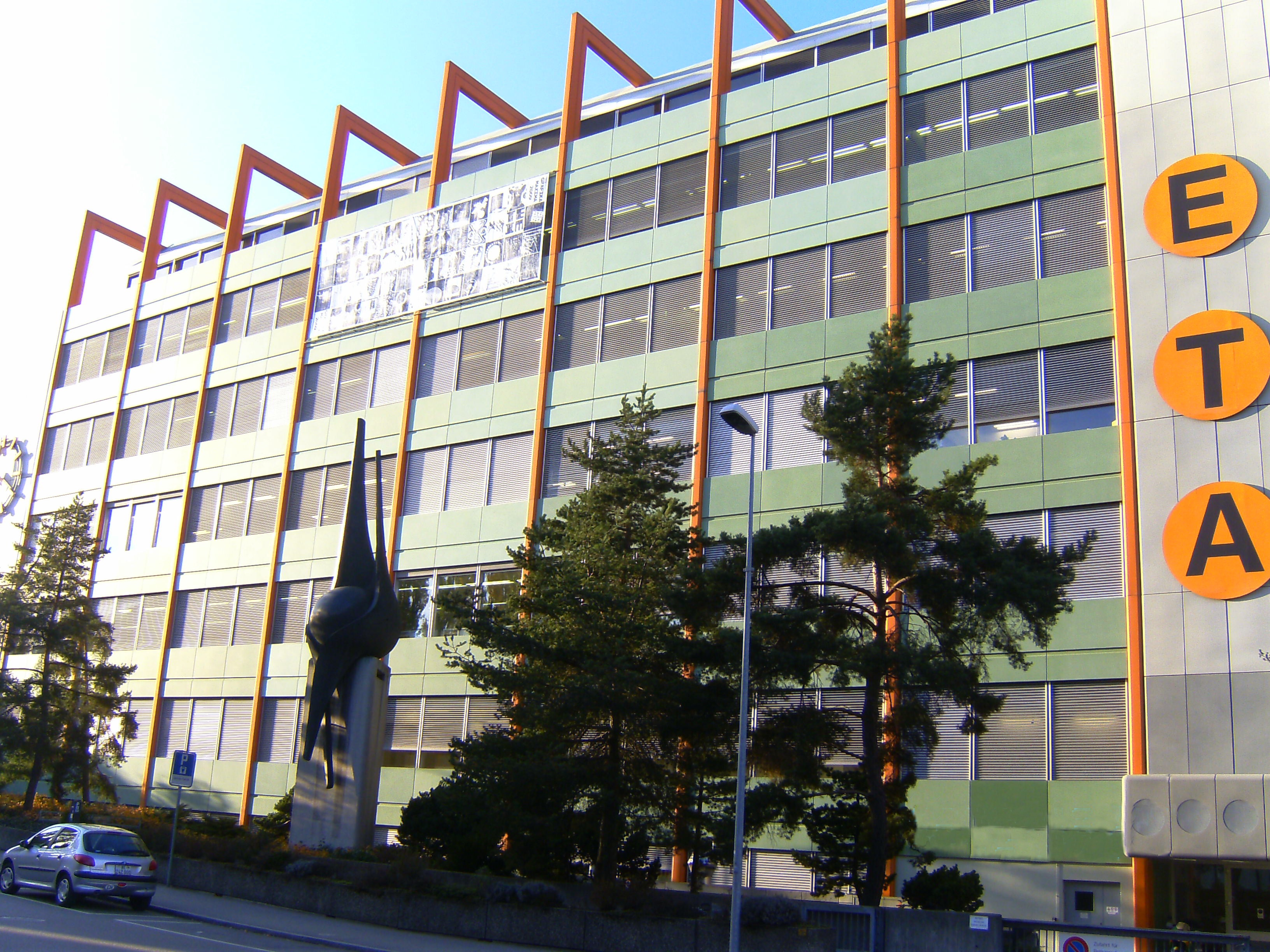
En av ETA:s byggnader.

Uppgifterna från 2014 är baserade på fem på varandra följande årliga strukturundersökningar. Resultaten extrapoleras. De bör tolkas med försiktighet i kommuner med mindre än 3 000 invånare.